# Мурашниця білогорла
Мурашниця білогорла (Grallaria albigula) — вид горобцеподібних птахів родини Grallariidae.

## Поширення
Вид поширений на східному схилі Анд від південного сходу Перу в регіонах Мадре-де-Діос і Пуно, а також від центру Болівії (департамент Кочабамба) на північний захід Аргентини в провінціях Жужуй і Сальта.
Він трапляється на землі або поблизу неї в гірських лісах і на узліссях між 800 м (в Аргентині) і 2700 м над рівнем моря (у Болівії).

## Підвиди
Включає два підвиди:
- Grallaria albigula albigula Chapman, 1923 - південний схід Перу і Болівія.
- Grallaria albigula cinereiventris Olrog & Contino, 1970 - північно-західна Аргентина.